# البياع
البَيّاع أو حي التأميم هي منطقة سكنية تجارية شعبية في ناحية المأمون في العاصمة بغداد، أُسست سنة 1959م، مساحتها 6.9 كيلومترات مربعة، وعدد سكانها 96051 في سنة 2021، ذات كثافة سكانية، فيها سوق شهير في (شارع عشرين) وكذلك سوقها الكبير (شورجة البياع)،
وتقع هذه المدينة الحيوية جنوب غربي بغداد طرف الكرخ من ضفة نهر دجلة، ويمر بها الطريق السريع (طريق المطار) والذي يؤدي أيضا إلى محافظات الوسط والجنوب.

## محلاتها وسكانها
كانت البياع أرضاً زراعية تابعة لناحية المأمون، بادرَ صاحبها الحاج علي البَيّاع إلى تقسيمها إلى قطع سكنية بعد أن أذنت الحكومة بذلك، فصارت منطقة سكنية فريدة التصميم في بغداد، شكلها مستطيل، طولها كيلومتران، وعرضها كيلومتر واحد، وفي طولها 18 شارعاً، تبدأ من الشارع رقم 2 حتى الشارع رقم 19، وفي عُرضها 13 شارعاً، أهمّها الشارع رقم 8، الذي اشتهر باسم شارع عشرين، وذلك لأن عرض هذا الشارع 20 متراً، وكان أول شارع يُبلّط في البياع سنة 1962.
| رقم المحلة | مساحتها هكتاراً | سكانها |
| 817        | 425            | 47106  |
| 819        | 39             | 58     |
| 849        | 39             | 5991   |
| 851        | 127            | 15394  |
| 853        | 104            | 14273  |
| 855        | 88             | 13229  |
| المجموع    | 823            | 96051  |

| السنة | السكان |
| 1977  | 13397  |
| 1997  | 40749  |
| 2017  | 61437  |
| 2020  | 64712  |

### تجزئة البيوت
بعد الاحتلال الأمريكي للعراق سنة 2003، تعاظمت ظاهرة تجزئة البيوت إلى بيوت صغيرة، ويُعدّ ذلك من التجاوز السكني، وقد صارت أكثر بيوت منطقة البياع منشطرة مجزأة مساحة البيت 50 متراً مربعاً، وقد اضطر السكان إلى ذلك بسبب التدهور الاقتصادي وضعف جهود الحكومة في مشاريع الإسكان.

أرقام محلّات حي البياع وحدود الحي والمناطق المجاورة له ويظهر شارع عشرين

| رقم المحلة | العدد الأصلي الكلي للبيوت | البيوت غير المنشطرة | البيوت المنشطرة |
| 817        | 8723                      | 3472                | 5251            |
| 819        | 11                        | 7                   | 4               |
| 849        | 1065                      | 942                 | 123             |
| 851        | 2469                      | 941                 | 1528            |
| 853        | 2446                      | 1087                | 1359            |
| 855        | 2185                      | 768                 | 1417            |
| المجموع    | 16899                     | 7217                | 9682            |

## تاريخ التسمية
سُميت بهذا الاسم نسبة إلى مالك أرضها سابقا الحاج علي البياع، ومن أشهر معالمها (جامع وحسينية علي البياع), وجامع فتاح باشا الذي تأسس سنة 1963, وكنيسة حافظة الزروع للكلدان.

ومن أحيائها
1. حي الرفاق.[بحاجة لمصدر]
2. كراج البياع
3. حي التأميم وهو الاسم الرسمي لحي البياع كاملاً وفقًا للبلدية.[3]
4. حي الرسالة الأولى
5. حي الرسالة الثانية
6. حي الرسالة الثالثة
7. الشرطة الرابعة[محل شك]
8. المواصلات الأولى
9. المواصلات الثانية

## دوائرها
تتضمن مدينة دوائر وشركات حكومية حيوية مثل
1. دائرة التسجيل العقاري
2. محكمة الأحوال الشخصية
3. محكمة جنايات الكرخ
4. دائرة اللجان الطبية
5. المستوصف الصحي

وكذلك تحتوي على أكثر من (6) مصارف بين الحكومية والأهلية وغيرها من الدوائر الأخرى. اشتهرت أيضا بوجود معارض بيع السيارات.

## دور العبادة
- جامع وحسينية علي البياع (أقدم مساجد المنطقة)
- كنيسة حافظة الزروع
- حسينية تاجران
- جامع فتاح باشا
- جامع الكوثر
- جامع الرحمن
- جامع الرحمة
- جامع خضير الجنابي
- جامع الصادق الأمين
- حسينية أم البنين
- حسينية الإمام محمد الباقر (عليه السلام)
- حسينة المصطفى (عليه السلام)
- حسينية الإمام موسى بن جعفر (عليه السلام)[4]